# كافريجليا
كافريجليا، (بالإنجليزية: Cavriglia)‏، هي (بلدية) في مقاطعة أريتسو في إقليم توسكانا الإيطالي، وتقع على بعد حوالي 35 كم (22 ميل) جنوب شرق فلورنسا وحوالي 35 كم (22 ميل) إلى الغرب من أريتسو.

## السكان
في سنة 1861 بلغ عدد السكان 4٬343 نسمة، وتطور العدد ليصل في سنة 2011 لـ 9٬458 نسمة.
يظهر هذا المخطط البياني تطور النمو السكاني لـ كافريجليا

## توأمة
لكافريجليا اتفاقيات توأمة مع كل من:
- لا شابيل سان ميمان [الإنجليزية]‏
- مليحة
- موهيليف بوديليسكي